# Rolls-Royce Merlin
Rolls-Royce Merlin är en brittisk flygmotor som användes strax innan och under andra världskriget. Merlin var en vätskekyld V12-motor som tillverkades av Rolls-Royce. Den anses vara en av de främsta flygmotorerna under andra världskriget, och användes i några av de mest kända flygplanen under kriget, däribland Spitfire, P-51 Mustang, Hurricane och Mosquito. Merlin tillverkades i över 50 olika versioner i nära 150 000 exemplar, inklusive licensproduktion i, bland annat, USA. 
Motorn är inte namngiven efter den mytologiska trollkarlen Merlin utan är i likhet med alla Rolls-Royce flygmotorer uppkallad efter rovfåglar, i det här fallet Stenfalk.

## Utveckling
Rolls-Royce påbörjade arbetet med det som skulle bli Merlin-motorn i början av 1930-talet. Motorn kallades till en början för PV-12, och var tänkt som en kraftfullare uppföljare till Kestrel-motorn. Jämfört med Kestrels cirka 700 hk skulle PV-12 leverera 1 100 hk och ha högre slagvolym, 27 liter istället för Kestrels 21 liter, och precis som i Kestrel användes förgasare som bränslesystem. PV-12 finansierades helt av Rolls-Royce själva, och PV stod för Private Venture. Motorn kunde startas för första gången 1933, och flög för första gången i en modifierad Hawker Hart 1935. Vid samma tidpunkt utvecklades Hawker Hurricane och Supermarine Spitfire, som båda togs fram för att använda PV-12. 1936 togs beslutet att båda dessa plan skulle sättas i produktion, och PV-12 fick namnet Merlin, efter Rolls-Royces tradition att döpa sina motorer efter rovfåglar. Vid samma tidpunkt upphörde motorn att vara ett privat projekt, och fick statlig finansiering.
Beslutet att sätta Merlin i storskalig produktion sägs vara det sista stora beslutet som togs av Henry Royce innan dennes bortgång.
Tidiga Merlin-motorer var opålitliga och led av en mängd problem, bland annat sprickor i cylindertoppar, felande kamaxlar samt kylarvätskaläckage. Allt eftersom motorn användes och vidareutvecklades kom dock Merlin att bli känd som en pålitlig motor.

## Användning
Rolls-Royce Merlin sattes i tjänst först i Fairey Battle i sin allra första produktionsversion: Merlin I. Detta följdes av Hawker Hurricane och sedan Supermarine Spitfire som båda använde Merlin II. 
Eftersom Hurricane och Spitfire var Storbritanniens huvudsakliga jaktplan vid andra världskrigets utbrott, och båda dessa drevs av Merlin-motorn, blev efterfrågan på motorn mycket stor på kort tid efter 1939. Under det s.k. Låtsaskriget skedde inga större sammandrabbningar mellan RAF och Luftwaffe, utan Merlin-motorn sattes på prov i stor skala först under Slaget om Storbritannien 1940, där de brittiska jaktplanen hade en primärt defensiv roll.
Nackdelarna med förgasare som bränslesystem till Merlin-motorn blev tydliga under Slaget om Storbritannien där de brittiska jaktplanen gick i sammandrabbning med de tyska jaktplanen, primärt Bf 109, som drevs av DB 601-motorn, vilken hade bränsleinsprutning. På grund förgasaren kunde Spitfire och Hurricane inte kunde utföra vilka manövrar som helst i luften och samtidigt hålla motorn gående. Exempelvis kunde en Bf 109 dyka med nosen nedåt i en dykning, men om Spitfire försökte följa efter med samma manöver så forsade en stor mängd bränsle in i förgasaren på grund av de negativa G-krafterna, vilket gav motorstopp. I samband med detta skapades ett tydligt moln av svart rök från Merlin-motorns avgassystem, vilket var ett tydligt tecken för de tyska piloterna att det brittiska planet precis fått motorstopp, och därför ofta var ett enkelt mål. Med en översvämmad förgasare är det även mycket svårt att få igång motorn igen, eftersom det överflödiga bränslet i förgasaren måste få tid att rinna tillbaka endast med hjälp av gravitation.

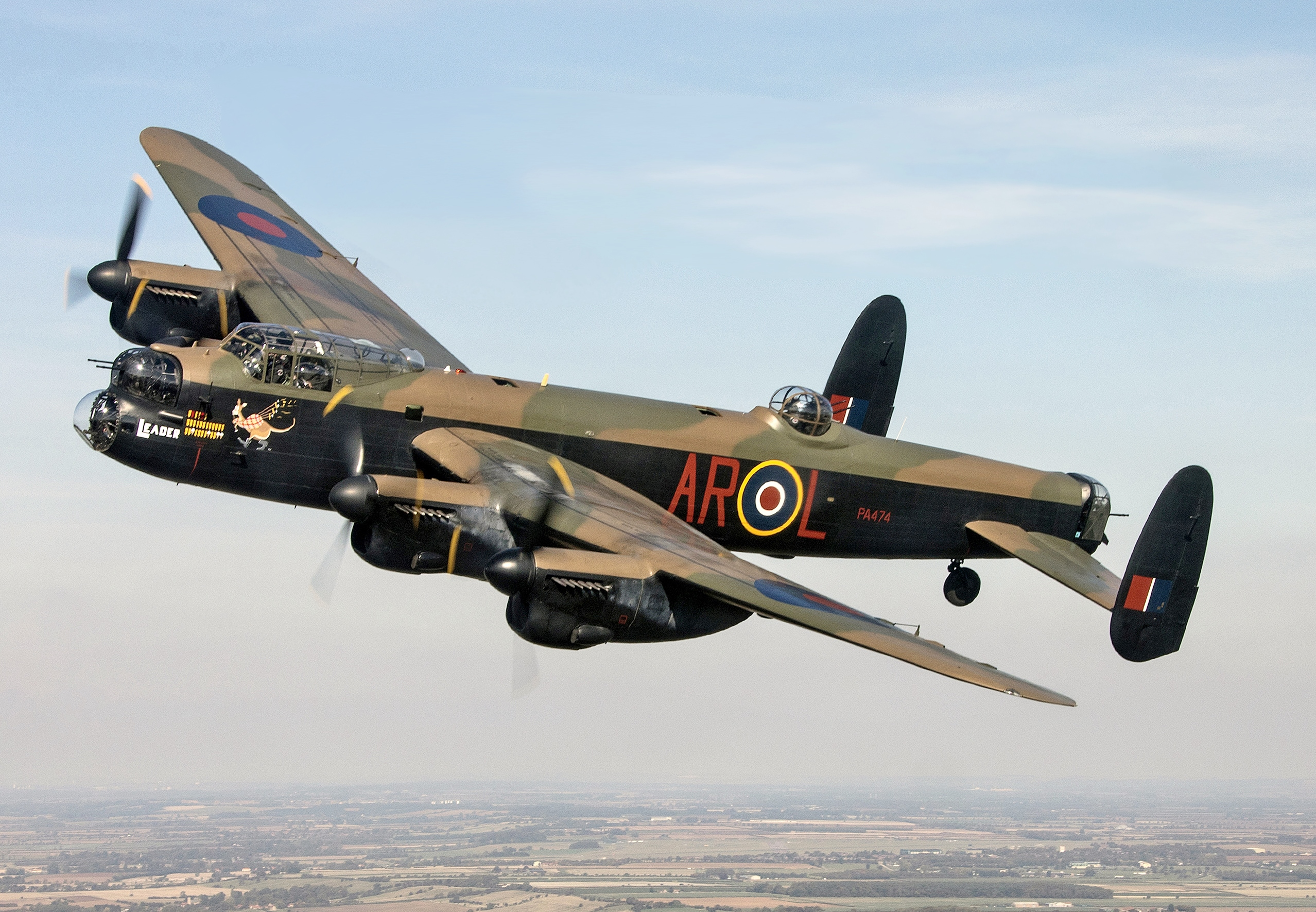
Avro Lancaster var den platform på vilken flest av de tillverkade Merlin-motorerna monterades, i detta fall modell XX

För att snabbt lösa detta problem tills en permanent lösning kunde tas fram, tog ingenjören Beatrice Shilling fram den tekniska lösningen vars officiella namn var R.A.E. restrictor. Denna begränsade mängden bränsle som forsade in i förgasaren under inverterad flygning och negativa G-krafter, denna begränsare kunde relativt snabbt installeras i befintliga flygplan som redan var i tjänst.
Under kriget vidareutvecklades motorn, och Merlin, som vid krigsutbrottet producerade cirka 1 000 hk kunde i senare varianter vid krigsslutet nå närmare 2 100 hk, bland annat i De Havilland Hornet. Detta uppnåddes främst genom förbättringar i överladdningen till motorn, en lösning som gjorde att effektuttaget kunde hållas på samma nivå oavsett omgivande lufttryck. Därmed gavs motorn mycket hög prestanda även på mycket höga höjder.
Storbritanniens huvudsakliga bombflygplan, Avro Lancaster, var i slutändan det flygplan som använde flest av de tillverkade motorerna. 
Som uppföljare till Merlin utvecklade Rolls-Royce Griffon. Detta var i grunden en större och kraftfullare V-12-motor, och ersatte Merlin som kraftkälla i Spitfire.

### Packard V-1650
På grund av den stora efterfrågan på Merlin efter krigets utbrott, gjorde Rolls-Royce en överenskommelse med Packard för licenstillverkning av Merlin eftersom Rolls-Royce själva inte kunde möta efterfrågan. Den första motorn licenstillverkad av Packard stod klar i augusti 1941. Denna kallades V-1650-1, där 1 650 stod för motorns storlek i kubiktum, och var av modell Merlin XX. Packard V-1650 blev kraftkällan i P-51D Mustang, vilket blev dess mest kända bärare. Förutom Mustangen var även vissa modeller av Lancaster, P-40, Hurricane, Spitfire, och Mosquito utrustade med Packard V-1650.

## Applikationer
Merlin visade sig vara en motor med mycket brett användningsutrymme, nedan följer en lista med flygplan som utrustades med Rolls-Royce Merlin.

- Armstrong Whitworth Whitley
- Avro Athena
- Avro Lancaster
- Avro Lancastrian
- Avro Lincoln
- Avro Manchester III
- Avro Tudor
- Avro York
- Boulton Paul Balliol
- Boulton Paul Defiant
- Bristol Beaufighter II
- CAC CA-18 Mark 23 Mustang
- Canadair North Star
- Cierva Air Horse
- De Havilland Mosquito
- De Havilland Hornet
- Fairey Barracuda
- Fairey Battle
- Fairey Fulmar
- Fairey P.4/34
- Fiat G.59
- Handley Page Halifax
- Handley Page Halton
- Hawker Hart (Under utvecklingen)
- Hawker Henley
- Hawker Hotspur
- Hawker Hurricane
- Hispano Aviación HA-1112
- North American Mustang Mk X
- Renard R.38
- Short Sturgeon
- Supermarine Type 322
- Supermarine Seafire
- Supermarine Spitfire
- Vickers Wellington Mk II och Mk VI
- Vickers Windsor
- Westland Welkin

## Varianter

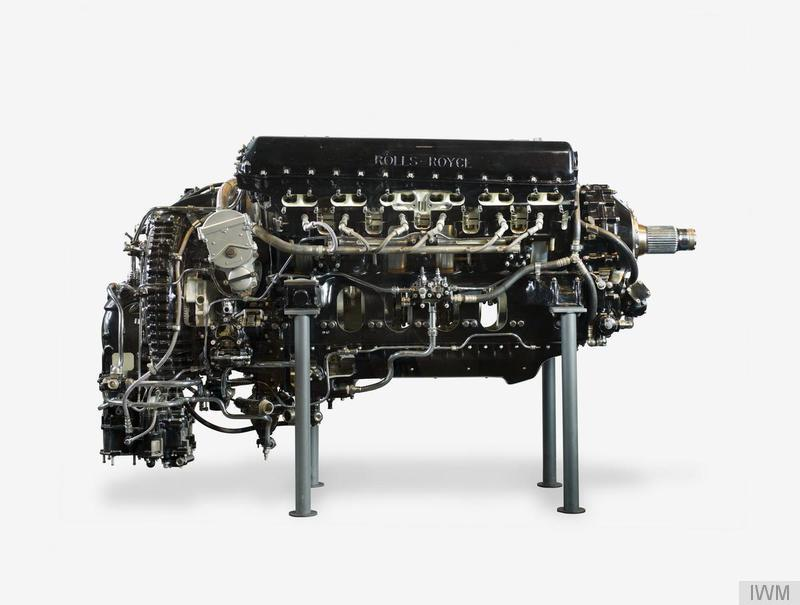
Rolls-Royce Merlin 25

- PV-12/Merlin A – De två första prototyperna. 740 hk.
- Merlin B – Följande två prototyper med glykolkylning och vinklade toppventiler.
- Merlin C – Vidareutveckling av Merlin B där vevhus och motorblock göts separat.
- Merlin E – Motor tillverkad för prototypen av Supermarine Spitfire. 1 045 hk.
- Merlin I – Första produktionsmodellen använd i Battle Mk.I. 172 byggda.
- Merlin II – Andra produktionsmodellen med raka toppventiler kopierade från Rolls-Royce Kestrel. 1 030 hk med 40 kPa överladdning. Använd i Spitfire Mk.I, Defiant Mk.I, Hurricane Mk.I och Battle Mk.II.
- Merlin III – Merlin II modifierad för att använda 100-oktanigt bränsle. 1 310 hk med 80 kPa överladdning. Använd i Spitfire Mk.I, Defiant Mk.I, Hurricane Mk.I och Battle Mk.III.
- Merlin IV – Vattenkyld version tillverkad för Whitley Mk.IV.
- Merlin VIII – Version med mindre överladdning tillverkad för Fairey Fulmar. 1 275 hk med 60 kPa överladdning.
- Merlin X – Första versionen med tvåstegskompressor. 1 280 hk med 70 kPa överladdning. Använd i Halifax Mk.I, Halifax Mk.II och Whitley Mk.V.
- Merlin XII – Merlin X med 30/70 % vatten/glykol-kylning och start med Coffman-patron. Använd i Spitfire Mk.II.
- Merlin XX – 1 490 hk med 120 kPa överladdning. Använd i Beaufighter Mk.II, Defiant Mk.II, Halifax Mk.II och Mk.V, Hurricane Mk.II och Mk.IV, Lancaster Mk.I och Mk.III samt Spitfire Mk.III.
- Merlin 21 – I stort sett samma motor som Merlin XX. Använd i Mosquito Mk.I, Mk.II, Mk.III, Mk.IV och Mk.VI.
- Merlin 22 – Merlin 21 med 100 hk högre effekt utan överladdning. Använd i Lancaster Mk.I och Avro York.
- Merlin 23 – Merlin 22 använd i Mosquito Mk.VI, Mk.XII och Mk.XIII.
- Merlin 24 – 1 510 hk med 125 kPa överladdning. Använd i Lancaster Mk.VII och Lancaster Mk.I.
- Merlin 25 – Merlin 24 använd i Mosquito Mk.VI, och Mk.XIX.
- Merlin 27 – Merlin 24 använd i Hurricane Mk.IV.
- Merlin 28 – Vidareutveckling av Merlin VII. 1 240 hk med 60 kPa överladdning. Använd i Lancaster Mk.III, Hurricane Mk.XII och Curtiss Kittyhawk (tillverkad på licens av Packard).
- Merlin 30 – 1 360 hk med 80 kPa överladdning. Använd i Barracuda Mk.I och Fulmar Mk.II.
- Merlin 32 – En låghöjdsversion av Merlin 24 med mindre men snabbare kompressor. 1 640 hk med 125 kPa överladdning. Använd i  Barracuda Mk.II, Seafire Mk.II, Hurricane Mk.V och Spitfire Mk.XIII.
- Merlin 45 – Merlin XX med enstegskompressor. 1 580 hk med 125 kPa överladdning. Använd i Spitfire Mk.IV, Mk.V och Mk.VII samt Seafire Mk.IB och Mk.IIC.
- Merlin 50 – Merlin 45 med förgasare konstruerad att fungera vid negativa g-krafter.
- Merlin 60 – Höghöjdsversion med tvåstegskompressor. 1 110 hk med 60 kPa överladdning. Använd i Wellington Mk.VI.
- Merlin 61 – Trimmad version av Merlin 60 för jaktflygplan. 1 565 hk med 100 kPa överladdning. Använd i Spitfire Mk.IX och Mk.XI.
- Merlin 63 – Vidareutveckling av Merlin 61. 1 710 hk med 125 kPa överladdning. Använd i Spitfire Mk.VII, Mk.VIII, Mk.IX och Mk.XI.
- Merlin 66 – Som Merlin 63 fast med enstegskompressor för låg höjd. 1 705 hk med 125 kPa överladdning. Använd i Lancaster Mk.III.
- Merlin 68 – Merlin 63 tillverkad på licens av Packard. Använd i Mustang III och IV.
- Merlin 72 – Merlin 63 anpassad för Mosquito Mk.XVI. Även avsedd för Westland Welkin.
- Merlin 85 – Bombplansversion av Merlin 63 använd i Lancaster Mk.VI och Lincoln Mk.I.
- Merlin 130 – Slimmad version utvecklad för de Havilland Hornet. 2 070 hk med 175 kPa överladdning. Merlin 131 var en version med motsatt rotation jämfört med Merlin 130 monterad på babords sida.
- Merlin 620 – Civil version med extra hög driftsäkerhet avsedd för passagerarflygplan. Normalt 1 175 hk med 60 kPa överladdning, men kapabel till 1 795 hk med 140 kPa vid nödsituationer. Använd i Avro Tudor och Canadair North Star.

### Packard V-1650
- V-1650-1 – Licensproducerad Merlin XX
- V-1650-3 – Licensproducerad Merlin 63
- V-1650-7 – Licensproducerad Merlin 66
- V-1650-9 – Licenproducerad Merlin i 100-serien